# Peter Scanavino
Peter Scanavino (Denver, 29 febbraio 1980) è un attore statunitense.

## Biografia
Di origini torinesi da parte del nonno, dal 2005 ha avuto molti ruoli minori in film e serie televisive, in particolare Deception (2008), The Good Wife e The Blacklist. Nel 2009 Scanavino compare come guest-star nella serie Law & Order - Unità vittime speciali nell'episodio della quattordicesima stagione, "Segreti svelati", nel ruolo del presunto assassino Johnny Dubcek. Nello stesso anno, ha avuto un ruolo nella commedia romantica indipendente Mutual Friends, diretto da Matthew Watt. Nel 2014 si è unito al cast fisso di Law & Order - Unità vittime speciali interpretando Dominick Carisi, detective che rimpiazza Nicholas Amaro prima e vice-procuratore distrettuale al posto di Peter Stone poi.

## Filmografia

### Cinema
- Under Surveillance (2006)
- Sex List - Omicidio a tre (2008)
- The Informers - Vite oltre il limite (2008)
- Happythankyoumoreplease (2010)
- Zenith (2010)
- Javelina (2011)
- Watching TV with the Red Chinese (2012)
- Frances Ha (2012)
- The Cold Lands (2013)
- Mutual Friends (2013)

### Televisione
- Jonny Zero – serie TV, 1 episodio (2005)
- Squadra emergenza (Third Watch) – serie TV, episodi 6x20 - 6x21 (2005)
- Law & Order - Il verdetto (Law & Order: Trial by Jury) – serie TV, episodio 1x12 (2005)
- Law & Order: Criminal Intent – serie TV, episodio 5x02 (2005)
- The Bedford Diaries – serie TV, 2 episodi (2006)
- Royal Pains – serie TV, episodio 1x10 (2009)
- Law & Order - I due volti della giustizia (Law & Order) – serie TV, episodi 20x02 - 22x01 (2009, 2022)
- Old Friends  – serie TV, 1 episodio (2010)
- A Gifted Man – serie TV,  episodio 1x15 (2012)
- The Good Wife – serie TV, episodio 3x18 (2012)
- Do No Harm – serie TV, episodio 1x02 (2013)
- Golden Boy – serie TV, episodio 1x13 (2013)
- Unforgettable – serie TV, episodio 2x07 (2013)
- Banshee - La città del male (Banshee) – serie TV, episodio 2x02 (2014)
- The Blacklist – serie TV, episodio 1x18 (2014)
- Person of Interest – serie TV, episodio 3x23 (2014)
- The Leftovers - Svaniti nel nulla (The Leftovers) – serie TV, episodio 1x03 (2014)
- Law & Order - Unità vittime speciali (Law & Order: Special Victims Unit) – serie TV (2014 - in corso)
- Chicago P.D. – serie TV, episodio 2x20 (2015)
- Law & Order: Organized Crime – serie TV, episodio 1x04 (2021)

## Doppiatori italiani
Nelle versioni in italiano delle opere in cui ha recitato, Peter Scanavino è stato doppiato da:
- Christian Iansante in Law & Order - Unità vittime speciali, Chicago P.D., Chicago Fire, Law & Order: Organized Crime, Law & Order - I due volti della giustizia
- Davide Garbolino in Law & Order: Criminal Intent
- Alessandro Quarta in Law & Order - Unità vittime speciali (ep. 14x13)
- Alberto Bognanni in Banshee - La città del male
- Marco Baroni in Unforgettable
- Corrado Conforti in Squadra emergenza